# 斯德哥爾摩奧林匹克體育場
斯德哥爾摩奧林匹克體育場（Stockholms Olympiastadion，常簡稱為或）是瑞典斯德哥爾摩的體育場。體育場由托本·格魯特（Torben Grut）設計，於1912年落成，用作1912年奧運會主場館。此後，這體育場舉辦不少體育賽事，如足球和田徑賽事，但也舉辦過演唱會，在這場地演唱過的歌手有米高·積遜、滾石樂隊、流行尖端等等。由於澳洲對馬匹實施隔離檢疫，1956年墨爾本奧運會的馬術項目改於這地舉行。1916至1962年間每年的6月6日，瑞典人都於這場地慶祝瑞典國旗日。
因應不同用途，奧林匹克體育場可容納13145至14500人，而演唱會時甚至可容納32000人。原本的東北看台有兩層，可容納多達20000人，但奧運會後減為一層。
1973年，地鐵體育場站開放。

## 圖片

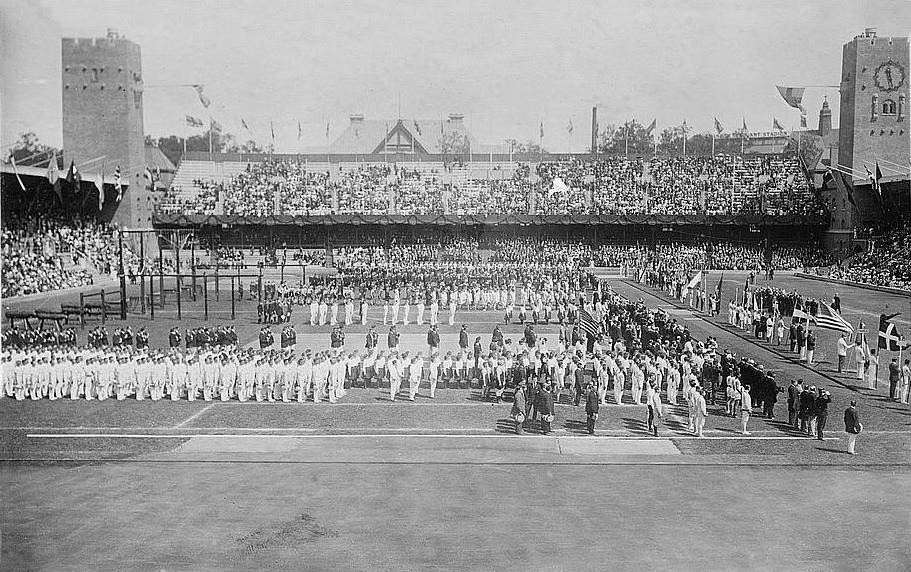
1912年奧運會開幕禮
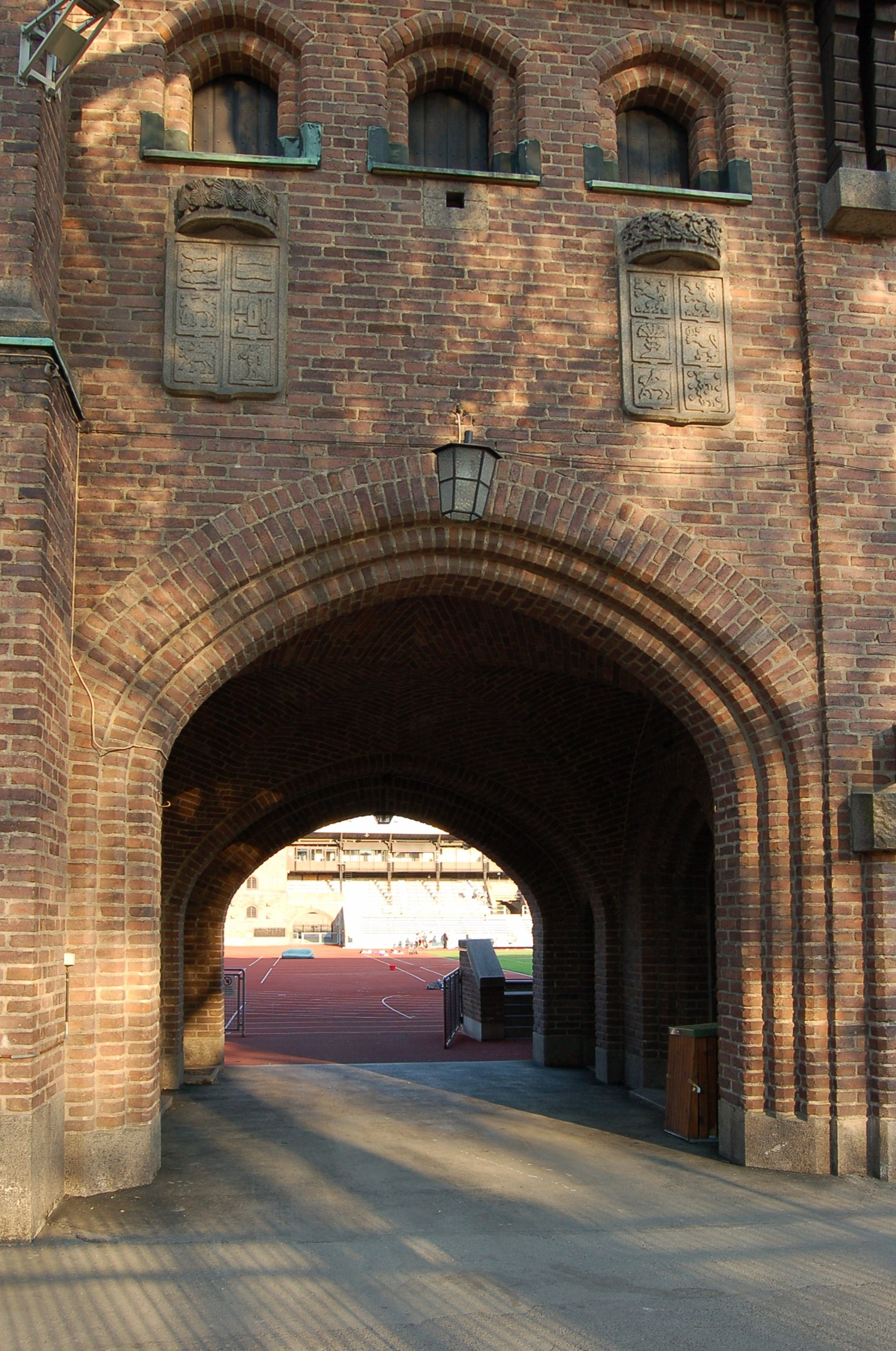
西門
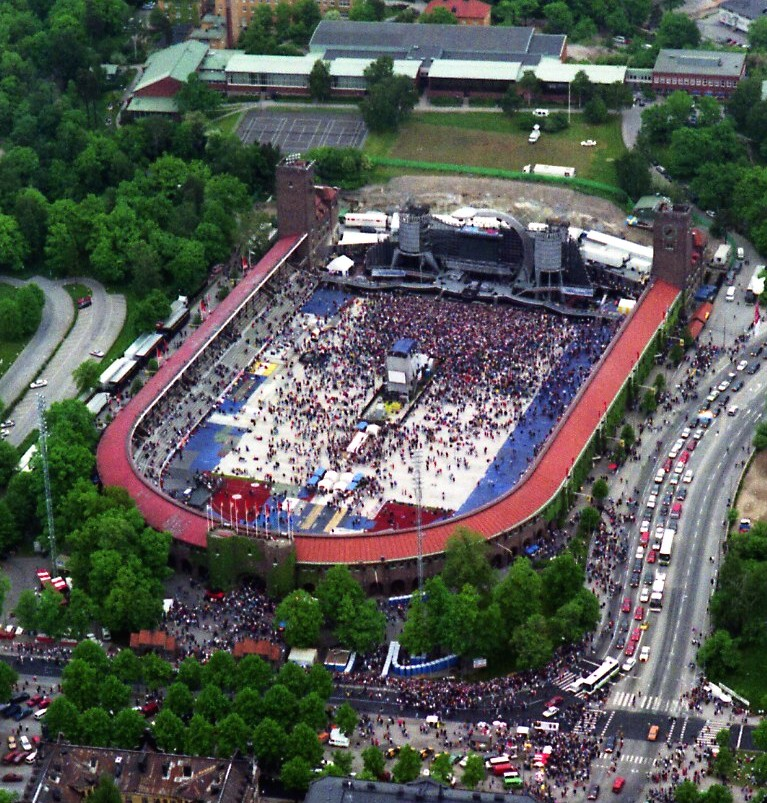
1995年滾石樂隊演唱會
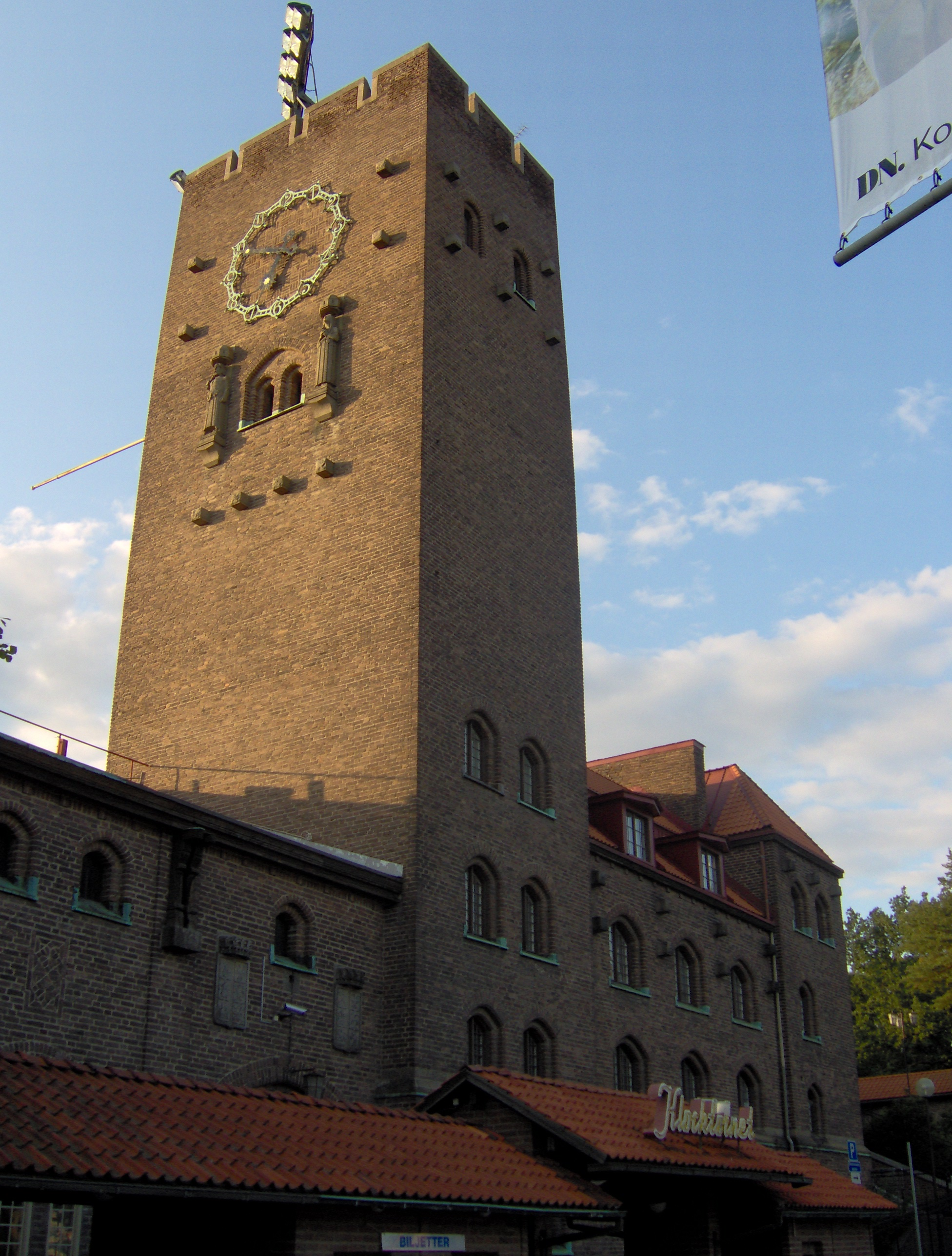
鐘樓